# Железнодорожная линия Минск — Брест
Брестское направление Белорусской железной дороги (также Столбцовское, Барановичское) — железнодорожная линия от города Минск через Барановичи до станции Брест (до границы с Польшей). На всём протяжении главный ход двухпутный.

## История
Решение провести линию Московско-Брестской железной дороги через Минск было принято 11 марта 1868 года императором Александром II после продолжительной дискуссии (часть специалистов, включая руководителя Главного штаба Фёдора Гейдена, полагали, что дорогу следует провести через Пинск и Бобруйск). 16 (28) ноября 1871 года было открыто движение поездов по однопутной трассе от Смоленска до Бреста. В 1877 — 1879 годах на этом участке были проложены вторые пути.
В мае 1912 года, в связи со 100-летним юбилеем Отечественной войны 1812 года Московско-Брестская дорога переименована в Александровскую.